# لانگویو (ویرجینیای غربی)
لانگویو (به انگلیسی: Longview) یک منطقهٔ مسکونی در ایالات متحده آمریکا است که در شهرستان باربر، ویرجینیای غربی واقع شده است. لانگویو ۴۳۱٫۹۱ متر بالاتر از سطح دریا واقع شده است.